# Nati il 31 maggio
| Questa pagina contiene informazioni ricavate automaticamente dalle voci biografiche con l'ausilio del template Bio e di un bot. L'aggiornamento è periodico e automatico e ricostruisce completamente la pagina. Se manca una persona in questa lista, sei pregato di non aggiungerla, ma accertati piuttosto che la sua voce biografica contenga il template Bio e che i dati anagrafici siano correttamente compilati. Se il template Bio manca, inseriscilo tu stesso o, in alternativa, metti l'avviso {{tmp\|Bio}} che ne segnala la mancanza. Se i dati riportati sono sbagliati, correggi direttamente la voce biografica; le modifiche saranno visibili in questa lista entro pochi giorni. Per chiarimenti vedi il progetto biografie. La lista contiene solo le 1.125 persone che sono citate nell'enciclopedia e per le quali è stato implementato correttamente il template Bio. Pagina aggiornata al 17 ago 2025. |

## XII secolo(1)
- 1149 - Al-Fa'iz bi-nasr Allah, imam e califfo († 1160)

## XIII secolo(1)
- 1243 - Giacomo II di Maiorca, re († 1311)

## XIV secolo(2)
- 1335 - Matteo da Campione, scultore italiano († 1396)
- 1400 - Domenico Capranica, cardinale, vescovo cattolico e umanista italiano († 1458)

## XV secolo(6)
- 1421 - Gianlucido Gonzaga, nobile e religioso italiano († 1448)
- 1443 - Margaret Beaufort, contessa inglese († 1509)
- 1462 - Filippo II di Hanau-Lichtenberg, conte tedesco († 1504)
- 1467 - Sibilla di Hohenzollern, nobile († 1524)
- 1469 - Manuele I del Portogallo, re portoghese († 1521)
- 1472 - Eberhard von der Mark, cardinale e vescovo cattolico tedesco († 1538)

## XVI secolo(12)
- 1505 - Lucrezia Pico Rangoni, nobildonna italiana († 1550)
- 1508 - Galeotto II Pico della Mirandola, nobile e condottiero italiano († 1550)
- 1512 - Agostino Ricchi, commediografo e medico italiano († 1564)
- 1527 - Agnese d'Assia, nobile tedesca († 1555)
- 1535 - Alessandro Allori, pittore italiano († 1607)
- 1537 - Scià Isma'il II, sovrano persiano († 1577)
- 1556 - Jerzy Radziwiłł, cardinale e vescovo polacco († 1600)
- 1557 - Fëdor I di Russia, russo († 1598)
- 1557 - Irina Fëdorovna Godunova, russa († 1603)
- 1577 - Nur Jahan, nobildonna persiana († 1645)
- 1590 - Frances Howard, nobile inglese († 1632)
- 1597 - Jean-Louis Guez de Balzac, scrittore francese († 1654)

## XVII secolo(12)
- 1607 - Johann Wilhelm Baur, pittore tedesco († 1640)
- 1612 - Margherita de' Medici, duchessa († 1679)
- 1613 - Giovanni Giorgio II di Sassonia, nobile tedesco († 1680)
- 1618 - Giovanni IV della Frisia orientale-Rietberg, nobile tedesco († 1660)
- 1624 - Franco Folli, medico italiano († 1685)
- 1640 - Michele Korybut, sovrano polacco († 1673)
- 1641 - Dositeo II di Gerusalemme, vescovo ortodosso greco († 1707)
- 1656 - Marin Marais, gambista e compositore francese († 1728)
- 1672 - Ottavio Scarampi del Cairo, militare italiano († 1728)
- 1693 - Bartolomeo Nazari, pittore italiano († 1758)
- 1698 - Gaetano Maria Travasa, religioso e storico italiano († 1774)
- 1700 - Stephen Bayard, politico statunitense († 1757)

## XVIII secolo(28)
- 1702 - Giulio Rucellai, politico italiano († 1778)
- 1707 - Pietro De Martino, matematico e astronomo italiano († 1746)
- 1713 - Giuseppe Maria Buonaparte, nobile e politico italiano († 1763)
- 1725 - Ahilyabai Holkar, sovrana indiana († 1795)
- 1732 - Hieronymus von Colloredo, arcivescovo cattolico e mecenate austriaco († 1812)
- 1738 - Johann Timotheus Hermes, scrittore tedesco († 1821)
- 1750 - Karl August von Hardenberg, nobile e politico prussiano († 1822)
- 1751 - John Abbot, entomologo, ornitologo e botanico britannico († 1840)
- 1751 - Pierre Rousseau, architetto francese († 1829)
- 1752 - Jacques-Benjamin Longer, vescovo cattolico e missionario francese († 1831)
- 1752 - Carlo Emanuele Malaspina, nobile italiano († 1808)
- 1753 - Pierre Victurnien Vergniaud, avvocato, politico e rivoluzionario francese († 1793)
- 1754 - Andrea Appiani, pittore italiano († 1817)
- 1754 - Catherine-Dominique de Pérignon, generale francese († 1818)
- 1757 - Philip Yorke, III conte di Hardwicke, politico inglese († 1834)
- 1757 - Federico Francesco Saverio di Hohenzollern-Hechingen, militare e politico tedesco († 1844)
- 1759 - Joseph Fouché, politico, diplomatico e rivoluzionario francese († 1820)
- 1767 - Edward Pease, imprenditore inglese († 1858)
- 1769 - Johann Traugott Leberecht Danz, teologo tedesco († 1851)
- 1773 - Emmerich Joseph von Dalberg, politico, diplomatico e nobile tedesco († 1833)
- 1773 - Johann Arnold Kanne, filologo e linguista tedesco († 1824)
- 1773 - Ludwig Tieck, poeta, scrittore e critico letterario tedesco († 1853)
- 1784 - Giuseppe Vallardi, editore e tipografo italiano († 1861)
- 1785 - Enrico LXII di Reuss-Gera, principe († 1854)
- 1789 - Carlo Francesco Caccia, funzionario e politico italiano († 1863)
- 1790 - Raymond Monvoisin, pittore francese († 1870)
- 1793 - Charles Vignoles, ingegnere britannico († 1875)
- 1796 - Giacinto Corio, agronomo italiano († 1870)

## XIX secolo(158)
- 1801 - Johann Georg Baiter, filologo classico svizzero († 1877)
- 1802 - Ira Harris, politico statunitense († 1875)
- 1802 - Cesare Pugni, compositore italiano († 1870)
- 1804 - Louise Farrenc, compositrice, pianista e insegnante francese († 1875)
- 1806 - Amadio Zangari, vescovo cattolico italiano († 1864)
- 1807 - Alessandro Duroni, ottico e fotografo italiano († 1870)
- 1808 - Marino Turchi, patriota, scienziato e filantropo italiano († 1890)
- 1810 - Flavio Chigi, cardinale e arcivescovo cattolico italiano († 1885)
- 1810 - Horatio Seymour, politico statunitense († 1886)
- 1811 - Alfredo di Salm-Reifferscheid-Dyck, principe, politico e militare tedesco († 1888)
- 1812 - Tomàs Aguiló, poeta spagnolo († 1884)
- 1813 - Ildefonso Joaquín Infante y Macías, vescovo cattolico spagnolo († 1888)
- 1816 - Pio Fedi, scultore italiano († 1892)
- 1816 - Dimitrie Ghica, politico rumeno († 1897)
- 1817 - Édouard Deldevez, compositore, direttore d'orchestra e violinista francese († 1897)
- 1817 - Georg Herwegh, poeta e rivoluzionario tedesco († 1875)
- 1817 - Carl Wilhelm Tölcke, politico tedesco († 1893)
- 1818 - Jules Jamin, fisico francese († 1886)
- 1819 - William Worrall Mayo, medico inglese († 1911)
- 1819 - Antonio Mordini, patriota e politico italiano († 1902)
- 1819 - Walt Whitman, poeta, scrittore e giornalista statunitense († 1892)
- 1821 - Massimiliano Magatti, avvocato e politico svizzero († 1894)
- 1821 - Henriëtte Ronner-Knip, pittrice belga († 1909)
- 1822 - Filippo Cecchi, fisico, religioso e inventore italiano († 1887)
- 1822 - Johann Coaz, ingegnere, topografo e alpinista svizzero († 1918)
- 1823 - Martin Čulen, insegnante, patriota e presbitero slovacco († 1894)
- 1824 - Edoardo Perotti, pittore italiano († 1870)
- 1825 - Domenico Agostini, cardinale e patriarca cattolico italiano († 1891)
- 1826 - John William De Forest, scrittore statunitense († 1906)
- 1827 - Frederic Thesiger, II barone Chelmsford, generale britannico († 1905)
- 1828 - Oreste Sindici, compositore italiano († 1904)
- 1829 - Caroline Emily Nevill, fotografa britannica († 1887)
- 1831 - Giuseppe Giuliani, giurista italiano († 1910)
- 1832 - Aleksandr Aleksandrovič Polovcov, nobile e politico russo († 1909)
- 1832 - Marija Aleksandrovna Puškina, nobildonna russa († 1919)
- 1833 - David Boyle, VII conte di Glasgow, ufficiale e politico scozzese († 1915)
- 1833 - Vincenzo Molo, vescovo cattolico svizzero († 1904)
- 1835 - Alphonse-Marie-Adolphe de Neuville, pittore francese († 1885)
- 1837 - William Henry Fitzhugh Lee, generale e politico statunitense († 1891)
- 1838 - Henry Sidgwick, filosofo britannico († 1900)
- 1840 - Arturo Moradei, pittore italiano († 1901)
- 1841 - John Joseph Kain, arcivescovo cattolico statunitense († 1903)
- 1842 - Hugo Magnus, oculista e storico tedesco († 1907)
- 1845 - Luigi Bay, patriota e militare italiano († 1934)
- 1845 - Camillo Bozzolo, patologo e politico italiano († 1920)
- 1845 - Candida Maria di Gesù, religiosa spagnola († 1912)
- 1846 - Luigi Miraglia, giurista, filosofo e politico italiano († 1903)
- 1846 - Romualdo Palberti, avvocato e politico italiano († 1922)
- 1847 - Leopoldo Franchetti, politico, nobile e economista italiano († 1917)
- 1847 - Auguste Pavie, diplomatico, esploratore e scrittore francese († 1925)
- 1847 - William Pirrie, imprenditore irlandese († 1924)
- 1848 - Francesco Pulci, presbitero, letterato e storico italiano († 1927)
- 1850 - Gaetano Chierchia, ammiraglio italiano († 1922)
- 1850 - Alphonse Pénaud, ingegnere, inventore e pioniere dell'aviazione francese († 1880)
- 1851 - Ettore Sacchi, avvocato e politico italiano († 1924)
- 1852 - Francisco Moreno, esploratore argentino († 1919)
- 1852 - Julius Richard Petri, microbiologo tedesco († 1921)
- 1854 - Ferruccio Benini, attore teatrale italiano († 1916)
- 1856 - Georges Lacour-Gayet, storico e scrittore francese († 1935)
- 1857 - Papa Pio XI, papa, vescovo cattolico e cardinale italiano († 1939)
- 1858 - Graham Wallas, insegnante britannico († 1932)
- 1860 - Walter Sickert, pittore inglese († 1942)
- 1861 - Hans Beck, ballerino, coreografo e direttore artistico danese († 1952)
- 1862 - Michail Vasil'evič Nesterov, pittore russo († 1942)
- 1863 - Francis Younghusband, esploratore, giornalista e ufficiale inglese († 1942)
- 1865 - Clarence Augustus Chant, astronomo e fisico canadese († 1956)
- 1865 - Dante Vaglieri, archeologo e epigrafista austriaco († 1913)
- 1866 - Emanuele de Cillis, agronomo e politico italiano († 1952)
- 1866 - Krăstjo Krăstev, critico letterario, scrittore e traduttore bulgaro († 1919)
- 1866 - Vladimir Ivanovič Rebikov, compositore e pianista russo († 1920)
- 1867 - Maria Giuseppina di Sassonia, nobildonna tedesca († 1944)
- 1868 - Victor Cavendish, IX duca di Devonshire, nobile e politico britannico († 1938)
- 1869 - Silvio Galimberti, pittore italiano († 1956)
- 1870 - Eugenio Rignano, filosofo italiano († 1930)
- 1871 - Giuseppe Rensi, filosofo, avvocato e antifascista italiano († 1941)
- 1871 - Guido Segrè, ammiraglio italiano († 1954)
- 1872 - Charles Greeley Abbot, astrofisico e astronomo statunitense († 1973)
- 1872 - Heath Robinson, illustratore e fumettista britannico († 1944)
- 1872 - Hamilton Revelle, attore inglese († 1958)
- 1872 - Mona Chalmers Watson, medico e nutrizionista britannica († 1936)
- 1873 - Luigi Gasparotto, politico e avvocato italiano († 1954)
- 1874 - Attilio Parelli, direttore d'orchestra e compositore italiano († 1944)
- 1875 - Harald Aars, architetto norvegese († 1945)
- 1875 - Luigi Barberis, generale italiano († 1946)
- 1876 - Giuseppe Paratore, avvocato e politico italiano († 1967)
- 1877 - Gabrielle Renaudot, astronoma francese († 1962)
- 1878 - Mario Camis, fisiologo e presbitero italiano († 1946)
- 1879 - Frances Alda, soprano neozelandese († 1952)
- 1879 - Kathlyn Williams, attrice statunitense († 1960)
- 1880 - Olaf Kjems, ginnasta danese († 1952)
- 1881 - Leighton Bracegirdle, ammiraglio australiano († 1970)
- 1881 - Heinrich Burger, pattinatore artistico su ghiaccio tedesco († 1942)
- 1882 - Juan Luque de Serrallonga, allenatore di calcio e calciatore spagnolo († 1967)
- 1882 - Enrico Pitassi Mannella, generale italiano († 1948)
- 1883 - Erna Lendvai-Dircksen, fotografa tedesca († 1962)
- 1883 - Otto Reislant, calciatore tedesco († 1968)
- 1883 - Carlo Spatocco, generale italiano († 1945)
- 1884 - Frank Bradshaw, calciatore inglese († 1962)
- 1884 - Drastamat Kanayan, politico e militare armeno († 1956)
- 1884 - Harold Miller, attore statunitense († 1972)
- 1885 - Alois Hudal, vescovo cattolico austriaco († 1963)
- 1885 - Ugo Lancia, scacchista italiano († 1960)
- 1886 - Harry Lowe, allenatore di calcio e calciatore inglese († 1958)
- 1887 - Gunnar Björling, scrittore e poeta finlandese († 1960)
- 1887 - Johannes Riemann, attore, regista e sceneggiatore tedesco († 1959)
- 1887 - Saint-John Perse, poeta, scrittore e diplomatico francese († 1975)
- 1887 - Philip Tilden, architetto inglese († 1956)
- 1888 - Giuseppe Salvatore Bellusci, politico italiano († 1972)
- 1888 - Jack Holt, attore statunitense († 1951)
- 1888 - Ernesto Meliante, allenatore di calcio uruguaiano
- 1889 - Charles Gordon Bell, aviatore britannico († 1918)
- 1889 - Giulio Farina, egittologo, archeologo e sociologo italiano († 1947)
- 1889 - Achille Meneghini, militare italiano († 1941)
- 1889 - Woldemar Mobitz, cardiologo tedesco († 1951)
- 1889 - Harry Oppenheim, calciatore e allenatore di calcio austriaco († 1942)
- 1890 - Vittorio Ballio Morpurgo, architetto italiano († 1966)
- 1890 - Gheorghe Eminescu, militare, storico e scrittore rumeno († 1988)
- 1890 - Hilla von Rebay, artista tedesca († 1967)
- 1890 - Alwin Seifert, architetto e scrittore tedesco († 1972)
- 1890 - Harry Hines Woodring, politico statunitense († 1967)
- 1891 - Augusto Faccani, calciatore italiano († 1944)
- 1891 - Enrico Frattini, generale italiano († 1980)
- 1892 - Ambarcum Ivanovič Bek-Nazarov, regista cinematografico sovietico († 1965)
- 1892 - Louis Fourestier, direttore d'orchestra, compositore e docente francese († 1976)
- 1892 - Michel Kikoine, pittore francese († 1968)
- 1892 - Napoleone Martinuzzi, scultore, artista e imprenditore italiano († 1977)
- 1892 - Erich Neumann, politico tedesco († 1951)
- 1892 - Konstantin Georgievič Paustovskij, scrittore sovietico († 1968)
- 1892 - Andreas Rohracher, arcivescovo cattolico austriaco († 1976)
- 1892 - Gregor Strasser, politico tedesco († 1934)
- 1892 - Jan van der Wiel, schermidore olandese († 1962)
- 1894 - Fred Allen, comico e attore statunitense († 1956)
- 1894 - Guido Della Valle, calciatore italiano († 1915)
- 1895 - Ernst-Albrecht Hildebrandt, generale e poliziotto tedesco († 1970)
- 1896 - Ines Alfani Tellini, soprano e regista italiana († 1985)
- 1896 - Ernest Haller, direttore della fotografia statunitense († 1970)
- 1896 - Fritz Höhn, militare e aviatore tedesco († 1918)
- 1896 - Carlo Ninchi, attore italiano († 1974)
- 1896 - Mario Pascal, matematico italiano († 1949)
- 1896 - Emil Paulin, calciatore cecoslovacco
- 1897 - Arnold Bögli, lottatore svizzero
- 1897 - Giuseppe Corsini, politico italiano († 1983)
- 1897 - Piero Fornara, pediatra e politico italiano († 1975)
- 1897 - Margalo Gillmore, attrice britannica († 1986)
- 1897 - Giuseppe Marini, aviatore e generale italiano († 1974)
- 1897 - Rudolf von Scheliha, militare e diplomatico tedesco († 1942)
- 1898 - Milan Aćimović, politico serbo († 1945)
- 1898 - Norman Vincent Peale, pastore protestante e scrittore statunitense († 1993)
- 1898 - Lance Royle, velocista britannico († 1978)
- 1899 - Madge Blake, attrice statunitense († 1969)
- 1899 - Rusty Lane, attore statunitense († 1986)
- 1899 - Leonid Maksimovič Leonov, scrittore, drammaturgo e politico russo († 1994)
- 1899 - Arrigo Paganelli, politico e dirigente sportivo italiano († 1980)
- 1900 - Giuseppe Giacone, calciatore italiano († 1964)
- 1900 - Marino Parenti, bibliografo, saggista e pittore italiano († 1963)
- 1900 - Mario Rabaglio, calciatore italiano († 1974)
- 1900 - Attilio Ravani, calciatore italiano († 1962)
- 1900 - Gaudenzio Sereno, calciatore italiano († 1969)

## XX secolo(874)
- 1901 - Alfredo Antonini, direttore d'orchestra e compositore italiano († 1983)
- 1901 - Fritz Julius Hintze, militare tedesco († 1943)
- 1901 - Vincenzo Pannuti, calciatore italiano
- 1902 - Friedrich Hielscher, scrittore e filosofo tedesco († 1990)
- 1902 - Pio Lava Boccardo, biologo venezuelano († 1971)
- 1902 - Euro Riparbelli, allenatore di calcio e calciatore italiano
- 1902 - Honey Russell, cestista, allenatore di pallacanestro e giocatore di football americano statunitense († 1973)
- 1902 - Viliam Široký, politico cecoslovacco († 1971)
- 1903 - Federico Formisano, militare e funzionario italiano
- 1903 - Vincenzo Pernicone, filologo, lessicografo e italianista italiano († 1982)
- 1903 - Tiny Thompson, hockeista su ghiaccio canadese († 1981)
- 1904 - Pierre Ganne, presbitero, teologo e filosofo francese († 1979)
- 1904 - Otto Hardwick, sassofonista statunitense († 1970)
- 1904 - Nancy Welford, attrice statunitense († 1991)
- 1905 - Ann Christy, attrice statunitense († 1987)
- 1905 - Roberto Massimiliani, vescovo cattolico italiano († 1975)
- 1905 - Angela Nikoletti, insegnante austriaca († 1930)
- 1905 - Vera Volkova, ballerina e insegnante russa († 1975)
- 1906 - Ennio Cervellati, partigiano e politico italiano († 1992)
- 1906 - Aase Holgersen, schermitrice danese
- 1906 - Luo Ruiqing, politico e generale cinese († 1978)
- 1907 - Francesco De Martino, giurista e politico italiano († 2002)
- 1907 - Peter Fleming, scrittore, giornalista e militare britannico († 1971)
- 1907 - Hermann Arthur Jahn, fisico inglese († 1979)
- 1908 - Don Ameche, attore statunitense († 1993)
- 1908 - Roberto Andreotti, storico italiano († 1989)
- 1908 - Vasco Artigiani, calciatore italiano
- 1908 - Edith Coates, mezzosoprano britannico († 1983)
- 1908 - Jan Borisovič Frid, regista cinematografico sovietico († 2003)
- 1908 - Nils Poppe, attore e comico svedese († 2000)
- 1909 - Giovanni Palatucci, poliziotto italiano († 1945)
- 1909 - Nenne Sanguineti Poggi, artista, pittrice e giornalista italiana († 2012)
- 1909 - Joe Schleimer, lottatore canadese († 1988)
- 1909 - Thor Thorvaldsen, velista norvegese († 1987)
- 1910 - Dino Del Favero, militare francese († 1941)
- 1910 - Giuseppe Longo, giornalista e scrittore italiano († 1995)
- 1910 - Helmut Looß, militare tedesco († 1988)
- 1910 - Eugenio Manni, storico italiano († 1989)
- 1910 - Luis Rosales, poeta e saggista spagnolo († 1992)
- 1910 - Louis Thiétard, ciclista su strada francese († 1998)
- 1910 - George Woolf, fantino canadese († 1946)
- 1911 - Maurice Allais, fisico e economista francese († 2010)
- 1911 - Bruno Betti, siepista e dirigente sportivo italiano († 1986)
- 1911 - Efisio Corrias, carabiniere, politico e dirigente sportivo italiano († 2007)
- 1911 - Else Jacobsen, nuotatrice danese († 1965)
- 1911 - Antonio Miotto, militare e aviatore italiano († 1939)
- 1911 - Robert Pavlicek, calciatore austriaco († 1982)
- 1911 - Emilio Vuolo, filologo italiano († 1988)
- 1912 - Alfred Deller, controtenore e direttore di coro britannico († 1979)
- 1912 - Otto Marischka, calciatore tedesco († 1991)
- 1912 - Dave O'Brien, attore, regista e commediografo statunitense († 1969)
- 1912 - Georgij Ivanovič Petrov, ingegnere sovietico († 1987)
- 1912 - Martin Schwarzschild, astronomo tedesco († 1997)
- 1912 - Wu Jianxiong, fisica cinese († 1997)
- 1912 - Jean de Selys Longchamps, aviatore belga († 1943)
- 1913 - Umberto Ortolani, avvocato, imprenditore e dirigente pubblico italiano († 2002)
- 1913 - Lieselotte Plangger-Popp, pittrice, incisore e illustratrice tedesca († 2002)
- 1913 - Giuseppe Schirò, politico italiano († 1988)
- 1913 - Constantin Silvestri, direttore d'orchestra e compositore rumeno († 1969)
- 1914 - Erich Herrmann, pallamanista tedesco († 1989)
- 1914 - Akira Ifukube, compositore giapponese († 2006)
- 1914 - Michel Mehech, cestista cileno († 2008)
- 1915 - Aldo Del Monte, vescovo cattolico italiano († 2005)
- 1915 - Barbara Pepper, attrice e ballerina statunitense († 1969)
- 1915 - Francesco Primerano, politico italiano († 1961)
- 1915 - Edoardo Villa, scultore italiano († 2011)
- 1915 - Judith Wright, poetessa australiana († 2000)
- 1916 - Bert Haanstra, regista, etologo e fotografo olandese († 1997)
- 1916 - Bernard Lewis, storico e orientalista britannico († 2018)
- 1916 - Felice d'Asburgo-Lorena, principe austriaco († 2011)
- 1917 - Dick Evans, giocatore di football americano e cestista statunitense († 2008)
- 1917 - Jean Rouch, etnologo, antropologo e regista francese († 2004)
- 1917 - Massimo Serato, attore italiano († 1989)
- 1917 - Dante Sotgiu, politico italiano († 2003)
- 1918 - Alf Marholm, attore e doppiatore tedesco († 2006)
- 1918 - Robert Osterloh, attore statunitense († 2001)
- 1918 - Henk Schijvenaar, calciatore olandese († 1996)
- 1918 - Vilho Ylönen, tiratore a segno finlandese († 2000)
- 1919 - Joë Jaunay, allenatore di pallacanestro francese († 1993)
- 1919 - Nils Katajainen, militare e aviatore finlandese († 1997)
- 1919 - Giuseppe Lo Presti, militare e partigiano italiano († 1944)
- 1919 - Mario Migliardi, compositore, pianista e direttore d'orchestra italiano († 2000)
- 1920 - Lage Andersson, sollevatore svedese († 1999)
- 1920 - Giuseppe Cavicchi, calciatore e allenatore di calcio italiano
- 1920 - D.M. Devine, scrittore britannico († 1980)
- 1920 - Giuliano Gramigna, critico letterario, scrittore e poeta italiano († 2006)
- 1920 - Alberto Grilli, latinista e filologo classico italiano († 2007)
- 1920 - Giovanni Martina, calciatore italiano
- 1920 - Adolfo Serafino, militare e partigiano italiano († 1944)
- 1921 - Aldo Aniasi, partigiano e politico italiano († 2005)
- 1921 - Rolly Marchi, giornalista e scrittore italiano († 2013)
- 1921 - Amos du Plooy, rugbista a 15, allenatore di rugby a 15 e dirigente sportivo sudafricano († 1980)
- 1921 - Goose Tatum, cestista e giocatore di baseball statunitense († 1967)
- 1921 - Bolek Tempowski, calciatore francese († 2008)
- 1921 - Alida Valli, attrice italiana († 2006)
- 1921 - Billy Walsh, calciatore irlandese († 2006)
- 1922 - Elisabetta d'Asburgo-Lorena, nobile austriaca († 1993)
- 1922 - Bob Dykstra, cestista statunitense († 1994)
- 1922 - Denholm Elliott, attore britannico († 1992)
- 1922 - Larry Killick, cestista statunitense († 2013)
- 1922 - Ettore Paganini, pittore italiano († 1986)
- 1923 - Michal Benedikovič, calciatore cecoslovacco († 2007)
- 1923 - Cecil Cooke, velista bahamense († 1983)
- 1923 - Ellsworth Kelly, pittore e scultore statunitense († 2015)
- 1923 - Claudio Matteini, calciatore italiano († 2003)
- 1923 - Elena Mazzoni, contralto e mezzosoprano italiano († 2017)
- 1923 - Ranieri III di Monaco, sovrano monegasco († 2005)
- 1923 - Miria di San Servolo, attrice e costumista italiana († 1991)
- 1923 - Edoardo Tiboni, critico letterario e giornalista italiano († 2017)
- 1923 - Graziano Verzotto, partigiano, dirigente d'azienda e politico italiano († 2010)
- 1924 - Jean Debuf, sollevatore francese († 2010)
- 1924 - Gisela May, attrice e cantante tedesca († 2016)
- 1924 - Ida Presti, chitarrista e compositrice francese († 1967)
- 1924 - Giovanni Ranalli, politico e sindacalista italiano († 2018)
- 1924 - Patricia Roberts Harris, politica e diplomatica statunitense († 1985)
- 1924 - Giuseppe Trevisani, grafico, giornalista e traduttore italiano († 1973)
- 1925 - Julian Beck, attore, regista teatrale e poeta statunitense († 1985)
- 1925 - Juan Bosch, regista e sceneggiatore spagnolo († 2015)
- 1925 - Giulio Castelli, calciatore italiano († 2011)
- 1925 - Bob Evans, cestista e allenatore di pallacanestro statunitense († 1997)
- 1925 - Raj Khosla, regista, sceneggiatore e produttore cinematografico indiano († 1991)
- 1925 - Frei Otto, architetto e ingegnere tedesco († 2015)
- 1925 - Sebastião Amorim Gimenez, cestista brasiliano
- 1925 - Maria Francesca Tiepolo, archivista italiana († 2020)
- 1925 - István Turai, calciatore ungherese († 2007)
- 1926 - Edda Albertini, attrice italiana († 1988)
- 1926 - Everardo Alvarez da Cruz Filho, pallanuotista brasiliano († 2003)
- 1926 - Domenico De Simone, politico italiano († 2019)
- 1926 - Claudio Gorlier, anglista, traduttore e scrittore italiano († 2017)
- 1926 - John George Kemeny, matematico e informatico ungherese († 1992)
- 1926 - James Krüss, scrittore e illustratore tedesco († 1997)
- 1927 - Michael Goulder, biblista e presbitero britannico († 2010)
- 1927 - Koreyoshi Kurahara, regista e sceneggiatore giapponese († 2002)
- 1927 - Roberto Vacca, ingegnere, matematico e divulgatore scientifico italiano
- 1927 - Paolo Zanini, politico italiano († 2008)
- 1928 - Bernard Baudoux, schermidore francese († 2024)
- 1928 - Consuelo Crespi, giornalista e modella statunitense († 2010)
- 1928 - Giovanni Forner, politico italiano († 2011)
- 1928 - Edoardo Vesentini, matematico e politico italiano († 2020)
- 1929 - Joseph Bernardo, nuotatore francese († 2023)
- 1929 - Yvan Delsarte, cestista belga († 2019)
- 1929 - Menahem Golan, regista e produttore cinematografico israeliano († 2014)
- 1929 - Vittorio Strada, slavista e critico letterario italiano († 2018)
- 1930 - Gary Brandner, scrittore statunitense († 2013)
- 1930 - Clint Eastwood, attore, regista e produttore cinematografico statunitense
- 1930 - Paul L. Maier, storico, scrittore e religioso statunitense († 2025)
- 1930 - Frank Shakespeare, ex canottiere statunitense
- 1930 - Elaine Stewart, attrice e modella statunitense († 2011)
- 1930 - Ruslan Stratonovič, fisico, ingegnere e matematico russo († 1997)
- 1931 - Giorgio Giorgerini, giornalista, scrittore e storico italiano († 2020)
- 1931 - Zvi Hecker, architetto israeliano († 2023)
- 1931 - Fletcher Johnson, cestista statunitense († 2008)
- 1931 - Neo Chwee Kok, nuotatore singaporiano († 1987)
- 1931 - Robert Schrieffer, fisico statunitense († 2019)
- 1931 - Juan Alfredo Torres, calciatore messicano († 2022)
- 1931 - Shirley Verrett, mezzosoprano e soprano statunitense († 2010)
- 1931 - Wincenty Wawro, cestista e allenatore di pallacanestro polacco († 1997)
- 1932 - Gino Bianco, giornalista italiano († 2005)
- 1932 - Vladimiro Caminiti, giornalista, scrittore e poeta italiano († 1993)
- 1932 - Dora Damjanova, cestista bulgara († 2023)
- 1932 - Glyn Davies, calciatore e allenatore di calcio inglese († 2013)
- 1932 - Mario Mannucci, copilota di rally italiano († 2011)
- 1932 - Jay Miner, informatico statunitense († 1994)
- 1932 - Hanno Selg, pentatleta sovietico († 2019)
- 1932 - William Thoresson, ex ginnasta svedese
- 1932 - Giovanni Veglianetti, calciatore e allenatore di calcio italiano († 2010)
- 1933 - Miklós Ambrus, pallanuotista ungherese († 2019)
- 1933 - Ander Amonn, imprenditore e dirigente sportivo italiano († 2014)
- 1933 - Madeleine Bordallo, politica e personaggio televisivo statunitense
- 1933 - Carlene King Johnson, modella statunitense († 1969)
- 1933 - Norman Solomon, rabbino e filosofo britannico
- 1933 - Jiří Tetiva, ex cestista cecoslovacco
- 1933 - Abraham Udovitch, islamista canadese
- 1934 - Felice Virgilio di Virgilio, francescano e storico italiano († 2010)
- 1934 - Karl Ferrari, politico italiano
- 1934 - Jim Hutton, attore statunitense († 1979)
- 1934 - Peder Rasch, canoista danese († 1988)
- 1934 - Lúcio Soares, calciatore portoghese († 1974)
- 1935 - Moulay Abdellah del Marocco, principe marocchino († 1983)
- 1935 - Jim Bolger, politico neozelandese
- 1935 - Wolfgang Feneberg, gesuita e teologo tedesco († 2018)
- 1935 - María Galiana, attrice spagnola
- 1935 - Gottlieb Göller, calciatore e allenatore di calcio tedesco († 2004)
- 1935 - Albert Heath, batterista statunitense († 2024)
- 1935 - Harry Melrose, calciatore e allenatore di calcio scozzese († 2024)
- 1935 - Fulvio Mosca, ex calciatore italiano
- 1935 - Rita Vicario, regista italiana († 2012)
- 1936 - Giorgio Bravi, calciatore e allenatore di calcio italiano († 2003)
- 1936 - Héctor Demarco, calciatore uruguaiano († 2010)
- 1936 - Pier Giovanni Donini, storico italiano († 2003)
- 1936 - Ahmadu Jah, musicista, compositore e direttore d'orchestra svedese († 2018)
- 1936 - Cesarina Vighy, bibliotecaria, scrittrice e attrice teatrale italiana († 2010)
- 1937 - Bob Ferry, cestista, allenatore di pallacanestro e dirigente sportivo statunitense († 2021)
- 1937 - Louis Hayes, batterista statunitense
- 1937 - Ermanno Iacobellis, politico e magistrato italiano
- 1937 - Radoje Kontić, politico montenegrino
- 1937 - Peter Ryom, musicologo danese
- 1937 - Aldo Vianello, poeta italiano († 2021)
- 1937 - Egisto Volterrani, architetto, traduttore e scenografo italiano († 2017)
- 1937 - Virgilio Zernitz, attore teatrale italiano († 2016)
- 1938 - Remo Germani, cantante italiano († 2010)
- 1938 - Adriana Iliescu, filologa, critica letteraria e scrittrice rumena
- 1938 - Milonja Kaličanin, calciatore jugoslavo († 2022)
- 1938 - John Prescott, politico britannico († 2024)
- 1938 - Paolo Vittori, ex cestista e allenatore di pallacanestro italiano
- 1938 - Peter Yarrow, cantante, chitarrista e attivista statunitense († 2025)
- 1939 - Italo Cucci, giornalista e saggista italiano
- 1939 - Tim Graham, ex velocista britannico
- 1939 - Hedwig Keppelhoff-Wiechert, politica tedesca
- 1939 - Dalmazio Masini, paroliere italiano († 2018)
- 1939 - Magnus, fumettista italiano († 1996)
- 1939 - Maria Gioia Tavoni, bibliografa italiana († 2025)
- 1939 - Terry Waite, scrittore britannico
- 1939 - Al Young, scrittore e poeta statunitense († 2021)
- 1940 - Emilio Anselmi, scultore italiano
- 1940 - Anatolij Bondarčuk, ex martellista ucraino
- 1940 - Frans Brands, ciclista su strada belga († 2008)
- 1940 - Renato Donazzon, politico italiano († 2014)
- 1940 - Alain Duhamel, giornalista e saggista francese
- 1940 - Harry Entwistle, presbitero e vescovo anglicano britannico
- 1940 - Alfonso Guerra, politico spagnolo
- 1940 - Gilbert Louis, vescovo cattolico francese
- 1940 - Adriano Amidei Migliano, attore e giornalista italiano
- 1940 - Franco Pezzullo, allenatore di calcio e ex calciatore italiano
- 1940 - Gilbert Shelton, fumettista statunitense
- 1940 - Olivia Stapp, soprano statunitense
- 1940 - Lebbeus Woods, architetto e artista statunitense († 2012)
- 1940 - Dino Zandegù, ex ciclista su strada, pistard e dirigente sportivo italiano
- 1941 - Fred André, allenatore di calcio e calciatore olandese († 2017)
- 1941 - Wolfgang Fahrian, calciatore tedesco occidentale († 2022)
- 1941 - Sean Flynn, fotoreporter e attore statunitense
- 1941 - Louis Ignarro, biochimico statunitense
- 1941 - William Nordhaus, economista statunitense
- 1941 - Félix Rodríguez, agente segreto cubano
- 1941 - Yoshimasa Sugawara, pilota di rally giapponese
- 1941 - Nicole van Goethem, animatrice e illustratrice belga († 2000)
- 1942 - Ron Bonham, cestista statunitense († 2016)
- 1942 - Eloy Campos, ex calciatore peruviano
- 1942 - Pippo Corigliano, giornalista, scrittore e ingegnere italiano († 2024)
- 1942 - Happy Hairston, cestista statunitense († 2001)
- 1942 - Tina Hedström, attrice svedese († 1984)
- 1942 - Minos Kiriakou, armatore greco († 2017)
- 1942 - Piero Pasini, allenatore di pallacanestro italiano
- 1942 - Gerald Presley, bobbista canadese († 2024)
- 1942 - Jo Vonlanthen, ex pilota automobilistico svizzero
- 1943 - Vincenzo Bottan, cestista italiano († 2018)
- 1943 - Sharon Gless, attrice statunitense
- 1943 - Aud Hvammen, ex sciatrice alpina norvegese
- 1943 - Adriano Maggiani, archeologo, etruscologo e funzionario italiano († 2025)
- 1943 - Joe Namath, ex giocatore di football americano statunitense
- 1943 - Daniel Robin, lottatore francese († 2018)
- 1944 - Pasquale Africano, personaggio televisivo e attore italiano († 2008)
- 1944 - Iyad Allawi, politico iracheno
- 1944 - Jean C. Baudet, filosofo e biologo belga († 2021)
- 1944 - Detlev Buchholz, fisico tedesco
- 1944 - Diane Langton, attrice, cantante e ballerina britannica († 2025)
- 1944 - David Mills, avvocato britannico
- 1944 - Salmaan Taseer, politico e imprenditore pakistano († 2011)
- 1944 - Maurizio Tosi, archeologo e scrittore italiano († 2017)
- 1945 - Patrick Bouchain, designer e scenografo francese
- 1945 - Pierfranco Colonna, cantante italiano († 2001)
- 1945 - Henri Emmanuelli, politico francese († 2017)
- 1945 - Rainer Werner Fassbinder, regista, sceneggiatore e produttore cinematografico tedesco († 1982)
- 1945 - Laurent Gbagbo, politico ivoriano
- 1945 - Horst Hörnlein, ex slittinista tedesco orientale
- 1945 - José Roberto Marques, calciatore brasiliano († 2016)
- 1946 - Angelo Bolaffi, filosofo e politologo italiano
- 1946 - Guido Bolaffi, giornalista, sociologo e funzionario italiano († 2024)
- 1946 - Maeve Kinkead, attrice statunitense
- 1946 - John Scheid, storico lussemburghese
- 1946 - Barbara Spinelli, giornalista, saggista e politica italiana
- 1946 - Gabriella Squillante, attrice e ballerina italiana
- 1947 - Alberto Beretta Anguissola, critico letterario e giornalista italiano
- 1947 - Junior Campbell, musicista, cantautore e compositore scozzese
- 1947 - Krishna Das, musicista statunitense
- 1947 - Jim Del Gaizo, ex giocatore di football americano statunitense
- 1947 - Gabriele Hinzmann, ex discobola tedesca
- 1947 - Phillip Hoose, scrittore statunitense
- 1947 - Sali Kelmendi, politico e ingegnere albanese († 2015)
- 1947 - Gianni Mocchetti, cantautore, chitarrista e bassista italiano († 2013)
- 1947 - Takeo Takahashi, ex calciatore giapponese
- 1948 - Svjatlana Aleksievič, giornalista e scrittrice bielorussa
- 1948 - John Bonham, batterista e compositore britannico († 1980)
- 1948 - Jeff Cotton, musicista statunitense
- 1948 - Salvador Giménez Valls, vescovo cattolico spagnolo
- 1948 - Duncan Hunter, politico statunitense
- 1948 - Jackie Marsh, ex calciatore inglese
- 1948 - Marco Nanini, attore, drammaturgo e regista teatrale brasiliano
- 1948 - Osvalda Trupia, politica italiana
- 1948 - Michele Tucci, politico italiano
- 1948 - Isaiah Wilson, ex cestista statunitense
- 1948 - Paulinho da Costa, percussionista brasiliano
- 1949 - Peter Anderson, allenatore di calcio e ex calciatore inglese
- 1949 - Tom Berenger, attore e produttore cinematografico statunitense
- 1949 - Frank Carrodus, ex calciatore inglese
- 1949 - Massimo Colomban, imprenditore italiano
- 1949 - Ed Fisher, ex giocatore di football americano statunitense
- 1949 - Walter Fleming, cestista peruviano († 2020)
- 1949 - Tapio Kantanen, ex siepista finlandese
- 1949 - Michael Keller, compositore di scacchi tedesco
- 1949 - Rosamond McKitterick, medievista britannica
- 1949 - Toma Ovici, ex tennista romeno
- 1949 - Khil Raj Regmi, politico nepalese
- 1949 - Gerardo Scala, attore italiano
- 1949 - Maria Strumolo, ex nuotatrice italiana
- 1950 - Chiara Beria di Argentine, giornalista italiana
- 1950 - Leonello Brandolini d'Adda, editore italiano
- 1950 - Jean Chalopin, produttore televisivo, sceneggiatore e regista francese
- 1950 - Gilda, cantante e compositrice italiana
- 1950 - Carlo Guasti, ex calciatore italiano
- 1950 - Gregory Harrison, attore statunitense
- 1950 - Carlo Malinconico, dirigente pubblico italiano
- 1950 - Emanuele Narducci, latinista, critico letterario e traduttore italiano († 2007)
- 1950 - Edoardo Ronchi, politico italiano
- 1950 - Edgar Savisaar, politico estone († 2022)
- 1950 - Moondog Spike, wrestler statunitense († 2013)
- 1951 - Jiří Balaštík, ex cestista cecoslovacco
- 1951 - Serge Brussolo, scrittore francese
- 1951 - Jack Gilpin, attore statunitense
- 1951 - José Isidro Guerrero Macías, vescovo cattolico messicano († 2022)
- 1951 - Natal'ja Klimova, ex cestista sovietica
- 1951 - Ferran Torrent, scrittore e giornalista spagnolo
- 1951 - Anthony Van Laast, coreografo britannico
- 1952 - Karl Bartos, tastierista, percussionista e compositore tedesco
- 1952 - Neil Dorfsman, produttore discografico statunitense
- 1952 - David Anthony Kraft, fumettista e editore statunitense († 2021)
- 1952 - Teruko Miyamoto, ex cestista giapponese
- 1952 - Marina Solodkin, politica israeliana († 2013)
- 1952 - Jim Vallance, musicista e produttore discografico canadese
- 1953 - Fabio Concato, cantautore italiano
- 1953 - Stuart Kennedy, ex calciatore scozzese
- 1953 - José Leonardo Lemos Montanet, vescovo cattolico spagnolo
- 1953 - Jaime Maussan, giornalista, scrittore e ufologo messicano
- 1953 - Ângelo Paulino de Souza, calciatore, avvocato e politico brasiliano († 2007)
- 1954 - Rostislav Čada, allenatore di hockey su ghiaccio e ex hockeista su ghiaccio ceco
- 1954 - Paul Franklin, polistrumentista statunitense
- 1954 - Domenico Geraci, sindacalista italiano († 1998)
- 1954 - Walter Kusch, ex nuotatore tedesco occidentale
- 1954 - Kalpana Lajmi, regista, produttrice cinematografica e scrittrice indiana († 2018)
- 1954 - Arne Larsen Økland, dirigente sportivo, allenatore di calcio e ex calciatore norvegese
- 1954 - Enzo Malepasso, cantante, compositore e produttore discografico italiano († 2009)
- 1954 - Thōmas Mauros, ex calciatore greco
- 1954 - Vicki Sue Robinson, attrice e cantante statunitense († 2000)
- 1955 - Tommy Emmanuel, chitarrista australiano
- 1955 - Susie Essman, attrice e doppiatrice statunitense
- 1955 - Julio Oscar Mechoso, attore statunitense († 2017)
- 1955 - Naomi Munakata, direttrice di coro giapponese († 2020)
- 1955 - Camden Toy, attore statunitense († 2023)
- 1955 - Lynne Truss, scrittrice e giornalista britannica
- 1955 - Murat Urtembaev, informatico e hacker sovietico († 2010)
- 1955 - Jean-Luc Vandenbroucke, ex ciclista su strada e pistard belga
- 1955 - Nilüfer Yumlu, cantante turca
- 1955 - Serhij Čuchraj, ex canoista sovietico
- 1956 - Billy Ray Bates, ex cestista e allenatore di pallacanestro statunitense
- 1956 - Melania De Nichilo Rizzoli, medico, scrittrice e politica italiana
- 1956 - Antonio Gómez Cantero, vescovo cattolico spagnolo
- 1956 - Armida Miserere, funzionaria italiana († 2003)
- 1956 - Yoshiko Sakakibara, attrice, doppiatrice e cantante giapponese
- 1956 - Javier Sicilia, scrittore e attivista messicano
- 1956 - Saulius Širmelis, allenatore di calcio e ex calciatore lituano
- 1956 - Gerd Weber, ex calciatore tedesco orientale
- 1957 - Sidi Mohamed Ould Boubacar, politico mauritano
- 1957 - Thom Brennan, musicista e compositore statunitense
- 1957 - Fabrizio Costa, regista italiano
- 1957 - Vito Da Ros, ex ciclista su strada italiano
- 1957 - Chuck Fusina, ex giocatore di football americano statunitense
- 1957 - Antiniska Nemour, attrice italiana
- 1957 - Kyle Secor, attore statunitense
- 1957 - Federico Sorrentino, magistrato e giurista italiano
- 1958 - Robert Berlinger, regista statunitense
- 1958 - Massimo Carminati, criminale e terrorista italiano
- 1958 - Gary Hallberg, golfista statunitense
- 1958 - Mariem Hassan, cantante sahrawi († 2015)
- 1958 - Tim Hill, regista statunitense
- 1958 - Stephen Holland, ex nuotatore australiano
- 1958 - Ariel Krasouski, ex calciatore uruguaiano
- 1958 - Mimmo Lucano, politico e attivista italiano
- 1958 - Roma Maffia, attrice statunitense
- 1959 - Andrea De Cesaris, pilota automobilistico italiano († 2014)
- 1960 - Marco Albarello, fondista italiano
- 1960 - Chris Elliott, comico, attore e scrittore statunitense
- 1960 - Don Harvey, attore statunitense
- 1960 - Larry Heard, disc jockey e produttore discografico statunitense
- 1960 - Norm Johnson, ex giocatore di football americano statunitense
- 1960 - Protase Rugambwa, cardinale e arcivescovo cattolico tanzaniano
- 1960 - Peter Winterbottom, ex rugbista a 15 e dirigente d'azienda britannico
- 1960 - Monica Zachrisson, ex cestista svedese
- 1961 - István Busa, ex schermidore ungherese
- 1961 - Francesco De Luca, politico italiano
- 1961 - Günter Güttler, allenatore di calcio e ex calciatore tedesco
- 1961 - Jarosław Jechorek, ex cestista polacco
- 1961 - Oleg Rjaskov, regista sovietico
- 1961 - Lea Thompson, attrice e regista statunitense
- 1961 - Hernán Torres, allenatore di calcio e ex calciatore colombiano
- 1962 - Dina Boluarte, politica peruviana
- 1962 - Larry Bucshon, politico e cardiochirurgo statunitense
- 1962 - Primož Čerin, ex ciclista su strada jugoslavo
- 1962 - Claudio Cusmano, musicista italiano
- 1962 - Corey Hart, cantante e polistrumentista canadese
- 1962 - He Zhiwen, tennistavolista cinese
- 1962 - Noriko Hidaka, attrice, doppiatrice e cantante giapponese
- 1962 - Sebastian Koch, attore tedesco
- 1962 - Thomas Lejdström, ex nuotatore svedese
- 1962 - José Manuel Losada, filologo, scrittore e critico letterario spagnolo
- 1962 - Boris Pozdnjakov, ex calciatore sovietico
- 1962 - Stefano Rebonato, ex calciatore italiano
- 1962 - Victoria Ruffo, attrice messicana
- 1963 - Massimiliano Buzzanca, attore e conduttore televisivo italiano
- 1963 - Laudelino Cubino, ex ciclista su strada spagnolo
- 1963 - Claudio De Cecco, pilota di rally italiano
- 1963 - Hugh Dillon, attore e cantante canadese
- 1963 - Viktor Orbán, avvocato e politico ungherese
- 1963 - Marco Sartori, politico italiano († 2011)
- 1963 - Curtis Warren, criminale inglese
- 1964 - José Ángel Arcega, ex cestista spagnolo
- 1964 - Elena Belci, ex pattinatrice di velocità su ghiaccio italiana
- 1964 - Stéphane Caristan, ex ostacolista francese
- 1964 - Billy Davies, allenatore di calcio scozzese
- 1964 - Yukio Edano, politico giapponese
- 1964 - Scotti Hill, chitarrista statunitense
- 1964 - Darryl McDaniels, rapper statunitense
- 1964 - Giacomo Modica, allenatore di calcio e ex calciatore italiano
- 1964 - Pasquale Sollo, politico italiano
- 1964 - Bedřich Ščerban, ex hockeista su ghiaccio ceco
- 1965 - Gigi Finizio, cantante, compositore e artista italiano
- 1965 - Pericle Odierna, musicista e compositore italiano
- 1965 - Brooke Shields, attrice e modella statunitense
- 1965 - Lucia Traversa, maestra di scherma e ex schermitrice italiana
- 1965 - Steve White, batterista britannico
- 1966 - Simon Armstrong, attore britannico
- 1966 - Thomas Kastenmaier, allenatore di calcio e ex calciatore tedesco
- 1966 - Alfonso Menéndez, ex arciere spagnolo
- 1966 - Jessica Monroe, ex canottiera canadese
- 1966 - Joachim Nagel, economista tedesco
- 1966 - Walter Pelletti, ex calciatore uruguaiano
- 1966 - Denis Rabaglia, regista svizzero
- 1967 - Sandrine Bonnaire, attrice francese
- 1967 - Roberto Brunetti, attore italiano († 2022)
- 1967 - Eric Revis, contrabbassista e compositore statunitense
- 1967 - Phil Keoghan, conduttore televisivo neozelandese
- 1967 - Luigi Mascheroni, giornalista, saggista e critico letterario italiano
- 1967 - Ntare Mwine, attore statunitense
- 1967 - Giancarlo Olivares, disegnatore italiano
- 1967 - Roberto Osimani, giocatore di calcio a 5 e allenatore di calcio a 5 italiano
- 1967 - Válber, ex calciatore brasiliano
- 1967 - Vampiro, wrestler, commentatore televisivo e musicista canadese
- 1967 - Kadri Veseli, politico kosovaro
- 1968 - Marco Braico, scrittore italiano
- 1968 - Duane Causwell, ex cestista statunitense
- 1968 - John Connolly, scrittore irlandese
- 1968 - Mike Fibbens, ex nuotatore britannico
- 1968 - Orly Grossman, ex cestista israeliana
- 1968 - Jørn Lande, cantante norvegese
- 1969 - Blaq Poet, rapper statunitense
- 1969 - Patrizia Cassard, ex atleta italiana
- 1969 - Tony Cetinski, cantante croato
- 1969 - Paolo Corazzon, meteorologo e personaggio televisivo italiano
- 1969 - Benedikt Erlingsson, attore, regista e sceneggiatore islandese
- 1969 - Jason Ferguson, giocatore di snooker inglese
- 1969 - Niklas Jonsson, ex fondista svedese
- 1969 - Pilar Montenegro, cantante e attrice messicana
- 1969 - Shaun O'Brien, ex pistard australiano
- 1969 - Keith Owens, ex cestista statunitense
- 1969 - Simone Pianigiani, allenatore di pallacanestro italiano
- 1969 - Sarah Uriarte Berry, attrice e cantante statunitense
- 1969 - Ralf Weber, ex calciatore tedesco
- 1970 - Paolo Sorrentino, regista, sceneggiatore e produttore cinematografico italiano
- 1970 - Claus Thomsen, ex calciatore danese
- 1971 - Irene Dalby, ex nuotatrice norvegese
- 1971 - Diana Damrau, soprano tedesco
- 1971 - Caroline De Roose, ex cestista belga
- 1971 - Joël Magnin, allenatore di calcio e ex calciatore svizzero
- 1971 - Vilma Moronese, politica italiana
- 1971 - Yasutoshi Murakawa, sceneggiatore giapponese
- 1971 - Félix Pérez, cestista portoricano († 2005)
- 1971 - Ken'ichirō Tokura, ex calciatore giapponese
- 1972 - Heidi Astrup, ex pallamanista danese
- 1972 - Sébastien Barberis, ex calciatore svizzero
- 1972 - Frode Estil, ex fondista norvegese
- 1972 - Tanya Frei, giocatrice di curling svizzera
- 1972 - John Godina, ex pesista e discobolo statunitense
- 1972 - Devin Gray, cestista statunitense († 2013)
- 1972 - Nikola Lončar, ex cestista, allenatore di pallacanestro e dirigente sportivo jugoslavo
- 1972 - Denise Lopez, cantante messicana
- 1972 - Davide Mattiello, politico italiano
- 1972 - Christian McBride, contrabbassista statunitense
- 1972 - Atsuhiko Mori, ex calciatore giapponese
- 1972 - Antti Niemi, ex calciatore finlandese
- 1972 - Sarah Murdoch, supermodella, attrice e conduttrice televisiva australiana
- 1972 - Leszek Ojrzyński, allenatore di calcio polacco
- 1972 - Archie Panjabi, attrice britannica
- 1972 - Dave Roberts, ex giocatore di baseball e allenatore di baseball statunitense
- 1972 - Doris Schretzmayer, attrice austriaca
- 1972 - Mirza Varešanović, allenatore di calcio, dirigente sportivo e ex calciatore bosniaco
- 1972 - Judy Weiss, cantante tedesca
- 1972 - Takashi Yamahashi, allenatore di calcio e ex calciatore giapponese
- 1973 - Arkadij Belyj, allenatore di calcio a 5 e ex giocatore di calcio a 5 russo
- 1973 - Rodrigo Cortés, regista, sceneggiatore e produttore cinematografico spagnolo
- 1973 - Pedro Díaz Lobato, ex ciclista su strada spagnolo
- 1973 - Nataša Korolëva, cantante, attrice e personaggio televisivo russa
- 1973 - Nina Lemeš, ex biatleta ucraina
- 1973 - Dominique Monami, ex tennista belga
- 1973 - Adriana Volpe, conduttrice televisiva e ex modella italiana
- 1974 - Hiroiki Ariyoshi, comico, attore e conduttore televisivo giapponese
- 1974 - Jim Carey, ex hockeista su ghiaccio statunitense
- 1974 - Ara Celi, attrice statunitense
- 1974 - Julie Claire, attrice statunitense
- 1974 - Chris Dawes, ex calciatore giamaicano
- 1974 - Kenan Doğulu, cantante turco
- 1974 - Zsolt Erdei, ex pugile ungherese
- 1974 - Giulio Falcone, ex calciatore italiano
- 1974 - Diego Ioverno, ingegnere italiano
- 1974 - Aleksandr Kostoglod, canoista russo
- 1974 - Anton Leonard, ex rugbista a 15 e allenatore di rugby a 15 sudafricano
- 1974 - Eva-Maria Liimets, politica estone
- 1974 - Tünde Szabó, ex nuotatrice, politica e avvocato ungherese
- 1974 - Jugoslav Vasović, pallanuotista serbo
- 1975 - Claudio Bellucci, allenatore di calcio e ex calciatore italiano
- 1975 - Giancarlo Cancelleri, politico italiano
- 1975 - Merle Dandridge, attrice statunitense
- 1975 - Loris Del Nevo, allenatore di calcio e ex calciatore italiano
- 1975 - Giasemakīs Giasoumī, ex calciatore cipriota
- 1975 - Miyuki Izumi, ex calciatrice giapponese
- 1975 - Emmanuel Jonnier, ex fondista francese
- 1975 - Antonín Kinský, ex calciatore ceco
- 1975 - Guido Lombardi, regista cinematografico, sceneggiatore e romanziere italiano
- 1975 - Toni Nieminen, ex saltatore con gli sci finlandese
- 1975 - Óscar de Paula, allenatore di calcio e ex calciatore spagnolo
- 1976 - Stefan Bärlin, ex calciatore svedese
- 1976 - Alex Calderoni, allenatore di calcio e ex calciatore italiano
- 1976 - Serhiy Didukh, economista e compositore di scacchi ucraino
- 1976 - Colin Farrell, attore irlandese
- 1976 - Matt Harpring, ex cestista statunitense
- 1976 - Emanuele Inglese, disc jockey italiano
- 1976 - Steve Jenkner, pilota motociclistico tedesco
- 1976 - Roar Ljøkelsøy, ex saltatore con gli sci norvegese
- 1976 - Fabien Nury, disegnatore e sceneggiatore francese
- 1976 - Veronika Remišová, insegnante e politica slovacca
- 1976 - Douglas Stuart, scrittore statunitense
- 1976 - Nicola Veccia Scavalli, direttore artistico, editore e grafico italiano
- 1976 - Mashona Washington, ex tennista statunitense
- 1977 - Domenico Fioravanti, ex nuotatore italiano
- 1977 - Nicola Formichetti, stilista e direttore artistico italiano
- 1977 - Katrín Jónsdóttir, ex calciatrice islandese
- 1977 - James Matola, ex calciatore zimbabwese
- 1977 - Erica Mazzetti, politica italiana
- 1977 - Eric Christian Olsen, attore statunitense
- 1977 - Joachim Olsen, ex pesista, ex discobolo e politico danese
- 1977 - Moses Sichone, allenatore di calcio e ex calciatore zambiano
- 1977 - Petr Tenkrát, hockeista su ghiaccio ceco
- 1978 - Daniel Bekono, ex calciatore camerunese
- 1978 - Noah Buschel, regista e sceneggiatore statunitense
- 1978 - Christopher Carley, attore statunitense
- 1978 - Matt Cavenaugh, attore e cantante statunitense
- 1978 - Liraz Charhi, cantante e attrice israeliana
- 1978 - Sara Duterte, politica filippina
- 1978 - Francesco Zicchieri, politico italiano
- 1978 - David Knight, pilota motociclistico mannese
- 1978 - Julie Mahoney, schermitrice canadese
- 1978 - Javier Martínez Miranda, ex cestista paraguaiano
- 1978 - Eric Moussambani, nuotatore equatoguineano
- 1978 - Roberto Núñez, ex cestista spagnolo
- 1978 - Alen Orman, ex calciatore bosniaco
- 1978 - Anna Ternheim, cantautrice svedese
- 1978 - Aleksej Zagornyj, martellista russo
- 1979 - Said Saif Asaad, ex sollevatore qatariota
- 1979 - BC Camplight, cantautore e polistrumentista statunitense
- 1979 - Cassius Duran, tuffatore brasiliano
- 1979 - Jean François Gillet, allenatore di calcio e ex calciatore belga
- 1979 - Stephan Keller, allenatore di calcio e ex calciatore svizzero
- 1979 - Sophia McDougall, scrittrice e saggista britannica
- 1979 - Jérôme Meyer, arrampicatore francese
- 1979 - Edson Minga, allenatore di calcio e ex calciatore congolese (Repubblica del Congo)
- 1979 - Chris Pennie, batterista statunitense
- 1979 - Michal Pospíšil, ex calciatore ceco
- 1979 - Patricia Vezzuli, attrice e modella italiana
- 1979 - Daniel Walsh, canottiere statunitense
- 1980 - Giuliana Atepi, doppiatrice e attrice italiana
- 1980 - Edith Bosch, judoka olandese
- 1980 - Armin Helfer, ex hockeista su ghiaccio italiano
- 1980 - Georgia Lara, pallanuotista greca
- 1980 - Saara Loikkanen, ex pallavolista finlandese
- 1980 - Soren Monkongtong, kickboxer, artista marziale e thaiboxer australiano
- 1980 - Imre Peterdi, hockeista su ghiaccio ungherese
- 1980 - Philip Ricci, ex cestista e allenatore di pallacanestro statunitense
- 1981 - Mikael Antonsson, allenatore di calcio e ex calciatore svedese
- 1981 - Daniele Bonera, allenatore di calcio e ex calciatore italiano
- 1981 - Matteo Brancaleoni, cantante, attore e giornalista italiano
- 1981 - Cristián Canío, ex calciatore cileno
- 1981 - Nico Casavecchia, regista argentino
- 1981 - Andreas Linger, ex slittinista austriaco
- 1981 - Łukasz Masłowski, ex calciatore polacco
- 1981 - Jake Peavy, ex giocatore di baseball statunitense
- 1981 - Marlies Schild, ex sciatrice alpina austriaca
- 1981 - Yoon Mi-rae, cantante statunitense
- 1982 - Ashley Battle, ex cestista e allenatrice di pallacanestro statunitense
- 1982 - Ahmed Chawki, cantante e musicista marocchino
- 1982 - Ananda Everingham, attore thailandese
- 1982 - Ian Flynn, scrittore e fumettista statunitense
- 1982 - Éder Luciano, calciatore brasiliano
- 1982 - Trésor Luntala, ex calciatore congolese (Repubblica Democratica del Congo)
- 1982 - Fränzi Mägert-Kohli, snowboarder svizzera
- 1982 - Lee Majdoub, attore e doppiatore libanese
- 1982 - Bracan Popović, ex calciatore montenegrino
- 1982 - Emily Stellato, ex tennista italiana
- 1982 - Jonathan Tucker, attore statunitense
- 1982 - Saija Tuupanen, cantante finlandese
- 1982 - Erion Xhafa, allenatore di calcio e ex calciatore albanese
- 1982 - Francesco Zizzari, ex calciatore italiano
- 1983 - Kim Aabech, calciatore danese
- 1983 - Lorenzo Alexander, ex giocatore di football americano statunitense
- 1983 - Antonio Amaya, ex calciatore spagnolo
- 1983 - Edno, ex calciatore brasiliano
- 1983 - Leon Haslam, pilota motociclistico britannico
- 1983 - Adam Kwasnik, ex calciatore australiano
- 1983 - Patrick McCarthy, allenatore di calcio e ex calciatore irlandese
- 1983 - Karin Melis Mey, lunghista sudafricana
- 1983 - Ni Hua, scacchista cinese
- 1983 - Danny O'Rourke, ex calciatore statunitense
- 1983 - Carlo Scognamiglio, ex ciclista su strada italiano
- 1983 - Viktorija Terëškina, ballerina russa
- 1984 - Matías Alustiza, calciatore argentino
- 1984 - Luke Arnold, attore australiano
- 1984 - Milorad Čavić, ex nuotatore serbo
- 1984 - Jérôme Clementz, mountain biker francese
- 1984 - Svetoslav Djakov, ex calciatore bulgaro
- 1984 - Yael Grobglas, attrice e cantante israeliana
- 1984 - Emma Leonard, attrice e doppiatrice australiana
- 1984 - Marcus Vinicius Vieira de Sousa, cestista brasiliano
- 1984 - Anne Mattila, cantante finlandese
- 1984 - Shō Naruoka, ex calciatore giapponese
- 1984 - Vivian Nixon, attrice e ballerina statunitense
- 1984 - David de Paula, ex calciatore spagnolo
- 1984 - Sanja Popović, pallavolista croata
- 1984 - Nate Robinson, ex cestista statunitense
- 1984 - Daniela Samulski, nuotatrice tedesca († 2018)
- 1984 - Jason Smith, attore australiano
- 1984 - Yūta Takahashi, attore e modello giapponese
- 1984 - Ahmet Tansu Taşanlar, attore turco
- 1984 - Oswaldo Vizcarrondo, allenatore di calcio e ex calciatore venezuelano
- 1985 - Connor Atchley, ex cestista statunitense
- 1985 - Mauro Bogado, ex calciatore argentino
- 1985 - Hubert Charuel, regista e sceneggiatore francese
- 1985 - Nataly Chilet, modella cilena
- 1985 - Matt Knight, ex cestista australiano
- 1985 - Navene Koperweis, batterista statunitense
- 1985 - Sandro Maierhofer, ex calciatore liechtensteinese
- 1985 - Jordy Nelson, ex giocatore di football americano statunitense
- 1985 - Chingisiin Oyunchimeg, calciatore mongolo
- 1985 - DeWitt Scott, ex cestista statunitense
- 1985 - Justas Sinica, cestista e allenatore di pallacanestro lituano
- 1985 - Tibor Varga, hockeista su ghiaccio slovacco
- 1985 - Ian Vougioukas, ex cestista greco
- 1985 - Reggie Witherspoon, ex velocista statunitense
- 1986 - Serghei Alexeev, ex calciatore moldavo
- 1986 - Ayrton Badovini, pilota motociclistico italiano
- 1986 - Kai Bülow, ex calciatore tedesco
- 1986 - Mehdi Essadiq, triatleta marocchino
- 1986 - Robert Gesink, ex ciclista su strada olandese
- 1986 - Heo Jun, schermidore sudcoreano
- 1986 - Sopho Khalvashi, cantante georgiana
- 1986 - Enrique Palos, ex calciatore messicano
- 1986 - Edson Ratinho, ex calciatore brasiliano
- 1986 - Kadie Riverin, ex cestista canadese
- 1986 - Gabriel Vallés, ex calciatore argentino
- 1986 - Waka Flocka Flame, rapper statunitense
- 1986 - Sōichirō Yamamoto, fumettista giapponese
- 1986 - Gabriel Zakuani, ex calciatore congolese (Repubblica Democratica del Congo)
- 1987 - Aleksandăr Branekov, ex calciatore bulgaro
- 1987 - Cui Peng, calciatore cinese
- 1987 - Shane Edwards, ex cestista statunitense
- 1987 - Shaun Fleming, doppiatore, attore e musicista statunitense
- 1987 - Diego Grillo, ex cestista italiano
- 1987 - Vladimir Jovančić, ex calciatore bosniaco
- 1987 - Robert Ortiz, batterista e compositore statunitense
- 1987 - Hamilton Sabot, ginnasta francese
- 1987 - William Schuster, ex calciatore brasiliano
- 1987 - Cameron Watson, ex calciatore australiano
- 1987 - Rincón, ex calciatore brasiliano
- 1987 - Marcela de Oliveira, pallavolista e allenatrice di pallavolo brasiliana
- 1987 - Serkan Çayoğlu, attore e modello tedesco
- 1988 - Francesco Cosso, arbitro di calcio italiano
- 1988 - Nicolas Diguiny, calciatore francese
- 1988 - James Florence, cestista statunitense
- 1988 - Marco Guazzone, cantautore e compositore italiano
- 1988 - Markus Dupree, attore pornografico russo
- 1988 - Gianni Lampis, politico italiano
- 1988 - Laura Ioana Paar, tennista rumena
- 1988 - Marko Raičević, calciatore montenegrino
- 1988 - Ladale Richie, calciatore giamaicano
- 1988 - Sakari Salminen, hockeista su ghiaccio finlandese
- 1988 - Tommy Sugiarto, giocatore di badminton indonesiano
- 1988 - Elias Theodorou, artista marziale misto e personaggio televisivo canadese († 2022)
- 1988 - Giovanni Tomassini, cestista italiano
- 1988 - Livvi Franc, cantautrice britannica
- 1988 - Joseph Zerafa, calciatore maltese
- 1988 - Jonathan Álvez, calciatore uruguaiano
- 1989 - Pablo Alborán, cantautore spagnolo
- 1989 - Giovanni B. Algieri, scrittore, regista e sceneggiatore italiano
- 1989 - Jordan Bernstine, ex giocatore di football americano statunitense
- 1989 - Lidia Carew, ballerina e personaggio televisivo italiana
- 1989 - Aggelīs Charalampous, calciatore cipriota
- 1989 - Cho Young-cheol, ex calciatore sudcoreano
- 1989 - Naîgnouma Coulibaly, cestista maliana
- 1989 - Gustavo Cristaldo, calciatore paraguaiano
- 1989 - Bas Dost, calciatore olandese
- 1989 - Sameehg Doutie, calciatore sudafricano
- 1989 - Ioann Iarochevitch, cestista belga
- 1989 - Claudio Innocenzi, ex pallanuotista italiano
- 1989 - Sean Johnson, calciatore statunitense
- 1989 - Roin K'vaskhvadze, ex calciatore georgiano
- 1989 - Daul Kim, modella sudcoreana († 2009)
- 1989 - Martin Kupper, discobolo estone
- 1989 - Justine Lupe, attrice statunitense
- 1989 - Matheus Humberto Maximiano, ex calciatore brasiliano
- 1989 - Tanner Mayes, attrice pornografica statunitense
- 1989 - Nemanja Milunović, calciatore serbo
- 1989 - Gianmarco Moschin, taekwondoka italiano
- 1989 - Aishath Reesha, ex mezzofondista maldiviana
- 1989 - Marco Reus, calciatore tedesco
- 1989 - Igor Pita, ex calciatore portoghese
- 1989 - Daniel Stenderup, calciatore danese
- 1989 - Murphy Troy, ex pallavolista statunitense
- 1989 - Daniel Wass, calciatore danese
- 1990 - Paul Biligha, cestista italiano
- 1990 - Carlot-ta, cantautrice e pianista italiana
- 1990 - Montez Ford, wrestler statunitense
- 1990 - Glenn Foster, giocatore di football americano statunitense († 2021)
- 1990 - Giuliano, calciatore brasiliano
- 1990 - Jin Hanato, ex calciatore giapponese
- 1990 - Erik Karlsson, hockeista su ghiaccio svedese
- 1990 - Amelie Lens, disc jockey, imprenditrice e modella belga
- 1990 - Pape Paye, ex calciatore francese
- 1990 - Vitalij Ponomar, ex calciatore ucraino
- 1990 - Phillipa Soo, attrice e cantante statunitense
- 1990 - Kwame Vaughn, cestista statunitense
- 1990 - Linda Välimäki, hockeista su ghiaccio finlandese
- 1990 - Yara van Kerkhof, pattinatrice di short track olandese
- 1991 - Azealia Banks, rapper e cantautrice statunitense
- 1991 - Matt Bowman, giocatore di baseball statunitense
- 1991 - Tilen Debelak, ex sciatore alpino sloveno
- 1991 - Leonardo Gil, calciatore argentino
- 1991 - Gina Mancuso, pallavolista statunitense
- 1991 - Alexandre Pasche, calciatore svizzero
- 1991 - Dar"ja Petrožyc'ka, attrice e cantante ucraina
- 1991 - Bryce Petty, giocatore di football americano statunitense
- 1991 - Erik Read, sciatore alpino canadese
- 1991 - Brodie Retallick, rugbista a 15 neozelandese
- 1991 - Matija Širok, ex calciatore sloveno
- 1991 - Xue Changrui, astista cinese
- 1992 - Farhiya Abdi, cestista svedese
- 1992 - Oleksandr Belikov, cestista ucraino
- 1992 - Miguel Boock, ex giocatore di football americano tedesco
- 1992 - Quincy Enunwa, giocatore di football americano statunitense
- 1992 - Ataru Esaka, calciatore giapponese
- 1992 - Laura Ikauniece-Admidiņa, multiplista lettone
- 1992 - Seydina Keita, calciatore senegalese
- 1992 - Jure Matjašič, calciatore sloveno
- 1992 - Justin McCray, giocatore di football americano statunitense
- 1992 - MO3, rapper statunitense († 2020)
- 1992 - Mihai Roman, calciatore rumeno
- 1992 - Kelle Roos, calciatore olandese
- 1992 - Billal Sebaihi, calciatore francese
- 1992 - Anna-Maria Sieklucka, attrice, modella e cantante polacca
- 1992 - Tássia Pereira de Souza Carcavalli, cestista brasiliana
- 1992 - Cristian Techera, calciatore uruguaiano
- 1992 - Wanderson de Macedo Costa, calciatore brasiliano
- 1993 - Gloria Baldi, pallavolista italiana
- 1993 - Asuka Cambridge, velocista giapponese
- 1993 - José Campaña, calciatore spagnolo
- 1993 - Sebas Coris, calciatore spagnolo
- 1993 - Silvia Guidi, calciatrice italiana
- 1993 - Davide Martinelli, ex ciclista su strada italiano
- 1993 - Deniz Menekse, lottatore tedesco
- 1993 - Adrian Meronk, golfista polacco
- 1993 - Jonathan Rivera, pallavolista portoricano
- 1993 - Ralph Weber, ex sciatore alpino svizzero
- 1994 - Luciano Acosta, calciatore argentino
- 1994 - Borys Barone, calciatore uruguaiano
- 1994 - Denys Bezborod'ko, calciatore ucraino
- 1994 - Heorhij Buščan, calciatore ucraino
- 1994 - Andrei Ciofu, ex calciatore moldavo
- 1994 - Gísli Eyjólfsson, calciatore islandese
- 1994 - David Fletcher, giocatore di baseball statunitense
- 1994 - Víctor García Marín, calciatore spagnolo
- 1994 - Deiondre' Hall, giocatore di football americano statunitense
- 1994 - Changmo, rapper sudcoreano
- 1994 - Thiago Monteiro, tennista brasiliano
- 1994 - Nikola Popović, calciatore serbo
- 1994 - Shim Eun-kyung, attrice sudcoreana
- 1994 - Dariusz Świercz, scacchista polacco
- 1994 - Devin Williams, cestista statunitense
- 1994 - Madison Wilson, nuotatrice australiana
- 1995 - Alberto Agostini, pallanuotista italiano
- 1995 - Kōki Anzai, calciatore giapponese
- 1995 - Shane Bieber, giocatore di baseball statunitense
- 1995 - Janina Fautz, attrice tedesca
- 1995 - Adrien Fourmaux, pilota di rally francese
- 1995 - Lonnie Johnson Jr., giocatore di football americano statunitense
- 1995 - Marko Kolar, calciatore croato
- 1995 - Lucas Kozeniesky, tiratore a segno statunitense
- 1995 - Mahmoud Abu Warda, calciatore palestinese
- 1995 - Alex Matos, calciatore macaense
- 1995 - Donald Mëllugja, calciatore albanese
- 1995 - Johannes Nussbaum, attore austriaco
- 1995 - Andreas Panagiōtou, calciatore cipriota
- 1995 - Artiom Puntus, ex calciatore moldavo
- 1995 - Michal Schlegel, ciclista su strada ceco
- 1995 - Myrto Uzuni, calciatore albanese
- 1995 - Luca Vencato, cestista italiano
- 1995 - Spencer Weisz, cestista statunitense
- 1996 - Taylor Agost, pallavolista statunitense
- 1996 - Rassambek Akhmatov, calciatore russo
- 1996 - Joachim Andersen, calciatore danese
- 1996 - Hardy Cavero, calciatore cileno
- 1996 - Carlo Di Benedetto, hockeista su pista francese
- 1996 - Joaquín Fernández Moreno, calciatore spagnolo
- 1996 - Sveva Gerevini, atleta italiana
- 1996 - Luciano Herrera, calciatore argentino
- 1996 - John Hightower, giocatore di football americano statunitense
- 1996 - Anderson Julio, calciatore ecuadoriano
- 1996 - Normani, cantante statunitense
- 1996 - Tesa Litvan, attrice e doppiatrice croata
- 1996 - Luan Leite da Silva, calciatore brasiliano
- 1996 - Kendale McCullum, cestista statunitense
- 1996 - Abdullah Kazim, calciatore emiratino
- 1996 - Arianna Rocca, ex ginnasta italiana
- 1996 - Simone Scuffet, calciatore italiano
- 1996 - Kirara Shiraishi, velocista giapponese
- 1996 - María Vilas Vidal, nuotatrice spagnola
- 1997 - Nasir Adderley, giocatore di football americano statunitense
- 1997 - Cameron Alexander, sciatore alpino canadese
- 1997 - Max Besuschkow, calciatore tedesco
- 1997 - Víctor Campuzano, calciatore spagnolo
- 1997 - Anastasios Chatzīgiovannīs, calciatore greco
- 1997 - Daniel Jesús Martín Gil, calciatore spagnolo
- 1997 - Ali Gatie, cantante canadese
- 1997 - Cupcakke, rapper e cantautrice statunitense
- 1997 - Kang Ju-hyok, calciatore nordcoreano
- 1997 - Fagrie Lakay, calciatore sudafricano
- 1997 - Brandon Loschiavo, tuffatore statunitense
- 1997 - Benedetta Morabito, ex cestista italiana
- 1997 - Kainã, calciatore brasiliano
- 1997 - Eli Pemberton, cestista statunitense
- 1997 - Adalberto Peñaranda, calciatore venezuelano
- 1997 - John Penisini, ex giocatore di football americano statunitense
- 1997 - Tomislav Turčin, calciatore croato
- 1998 - Jákup Andreasen, calciatore faroese
- 1998 - Aljaž Bratec, cestista sloveno
- 1998 - Marco Tulio, calciatore brasiliano
- 1998 - David Douděra, calciatore ceco
- 1998 - Santino Ferrucci, pilota automobilistico statunitense
- 1998 - Maílton, calciatore brasiliano
- 1998 - Monika Marija, cantante lituana
- 1998 - Stephy Mavididi, calciatore inglese
- 1998 - Reza Shekari, calciatore iraniano
- 1998 - Mehmet Yeşil, calciatore turco
- 1999 - Jarrad Drizners, ciclista su strada e pistard australiano
- 1999 - Giorgia Paolocci, cestista italiana
- 1999 - Roman Sadovsky, pattinatore artistico su ghiaccio canadese
- 1999 - Michal Sadílek, calciatore ceco
- 1999 - Marlon Tuipulotu, giocatore di football americano statunitense
- 1999 - Kristijan Velinovski, calciatore macedone
- 1999 - Sam Vines, calciatore statunitense
- 2000 - Simone Baglivo, giornalista italiano
- 2000 - Bünyamin Balcı, calciatore turco
- 2000 - Augustin Bianchini, sciatore alpino francese
- 2000 - Selina Cerci, calciatrice tedesca
- 2000 - Pedro Ganchas, calciatore portoghese
- 2000 - Maximiliano Rodríguez, calciatore cileno
- 2000 - Gable Steveson, lottatore statunitense
- 2000 - Carolina Visca, giavellottista italiana
- 2000 - Tereza Voborníková, biatleta ceca
- 2000 - Jesper de Jong, tennista olandese

## XXI secolo(31)
- 2001 - Taylor Booth, calciatore statunitense
- 2001 - Helene Marie Fossesholm, fondista e mountain biker norvegese
- 2001 - Breece Hall, giocatore di football americano statunitense
- 2001 - Julián Malatini, calciatore argentino
- 2001 - Rihards Ozoliņš, calciatore lettone
- 2001 - Manuchehr Safarov, calciatore tagiko
- 2001 - Mariano Santiago, calciatore argentino
- 2001 - Ainias Smith, giocatore di football americano statunitense
- 2001 - Nicolás Tolosa, calciatore argentino
- 2001 - Iga Świątek, tennista polacca
- 2002 - Moses Moody, cestista statunitense
- 2002 - Miyu Namba, nuotatrice giapponese
- 2002 - Sander Skotheim, multiplista, lunghista e altista norvegese
- 2002 - Pablo Vaca, calciatore boliviano
- 2002 - Nathan Wood-Gordon, calciatore inglese
- 2003 - Jaroslav Kysil', calciatore ucraino
- 2003 - Lei Peifan, giocatore di snooker cinese
- 2003 - Madis Mihkels, ciclista su strada e ciclocrossista estone
- 2003 - Amelie Morgan, ginnasta britannica
- 2003 - Jakob Söderqvist, ciclista su strada e mountain biker svedese
- 2003 - Benjamin Šeško, calciatore sloveno
- 2004 - Brajan Gruda, calciatore tedesco
- 2004 - Kang Sang-yun, calciatore sudcoreano
- 2004 - Léandre Kuavita, calciatore belga
- 2004 - Hakan Şükrü Kurnaz, sollevatore turco
- 2004 - Rayan Rupert, cestista francese
- 2004 - Alberto Surra, pilota motociclistico italiano
- 2005 - Sara Stokić, calciatrice serba
- 2006 - Niccolò Calvagna, attore italiano
- 2006 - Olivia Wunsch, nuotatrice australiana
- 2007 - César Miño, calciatore paraguaiano